# 알레샨드리 판토자
알레샨드리 판토자 파시도무(Alexandre Pantoja Passidomo, 1990년 4월 16일 ~ )는 브라질 출신의 종합격투기 선수로, 현재 UFC 플라이급 챔피언이다. 브라질리언 주짓수 기반의 그래플링과 강력한 체력, 경기 운영 능력을 겸비한 파이터로 평가받는다. 2016년 TUF 24를 통해 UFC에 입성했으며, 2023년 UFC 290에서 브랜든 모레노를 꺾고 챔피언에 올랐다.

## 생애
브라질 리우데자네이루에서 태어나 어린 시절부터 주짓수를 수련했고, 17세의 나이에 프로 종합격투기에 데뷔했다. 다양한 브라질 지역 대회를 거쳐 북미 단체인 RFA에서 플라이급 챔피언에 오르며 이름을 알렸다.

## 경력

### The Ultimate Fighter 및 UFC 입성
2016년 TUF 24: Tournament of Champions에 참가해 팀 베나비데즈 소속으로 활동했고, 토너먼트에서는 카이 카라-프랑스와 브랜든 모레노를 꺾으며 강한 인상을 남겼다. 이후 UFC와 정식 계약했다.

### 플라이급 타이틀 획득
2023년 7월 UFC 290에서 당시 챔피언 브랜든 모레노와 접전을 벌여 스플릿 판정승을 거두며 UFC 플라이급 챔피언에 등극했다. 이후 2024년 5월 UFC 301에서 스티브 에르체그, 2024년 12월 UFC 310에서 카이 아사쿠라를 상대로 연속 방어에 성공했다.

### 향후 일정
2025년 6월 UFC 317에서 카이 카라-프랑스를 상대로 4차 방어전을 치를 예정이다.

## 파이팅 스타일
판토자는 브라질리언 주짓수 블랙벨트로, 백포지션 장악 및 리어 네이키드 초크에 특화된 그래플러다. 하지만 최근에는 타격도 향상되어 클린치 내 니킥, 잽-로우킥 중심의 타격도 적극적으로 구사한다. 피니시 능력이 높고, 5라운드 풀경기를 소화할 수 있는 체력도 강점으로 평가된다.

## 종합격투기 전적
| 결과 | 전적 | 상대           | 방식                                   | 대회            | 날짜            | 장소                   |
| ---- | ---- | -------------- | -------------------------------------- | --------------- | --------------- | ---------------------- |
| 승   | 29–5 | Kai Asakura    | 서브미션 (리어 네이키드 초크, 2R 2:05) | UFC 310         | 2024년 12월 7일 | 라스베이거스, 미국     |
| 승   | 28–5 | Steve Erceg    | 판정 (전원일치, 5R)                    | UFC 301         | 2024년 5월 4일  | 리우데자네이루, 브라질 |
| 승   | 27–5 | Brandon Moreno | 판정 (스플릿, 5R)                      | UFC 290         | 2023년 7월 8일  | 라스베이거스, 미국     |
| 승   | 26–5 | Alex Perez     | 서브미션 (리어 네이키드 초크, 1R)      | UFC 277         | 2022년 7월 30일 | 댈러스, 미국           |
| 승   | 25–5 | Brandon Royval | 서브미션 (리어 네이키드 초크, 2R)      | UFC Fight Night | 2021년 8월 21일 | 라스베이거스, 미국     |
| 승   | 24–5 | Manel Kape     | 판정 (3R)                              | UFC Fight Night | 2021년 2월 6일  | 라스베이거스, 미국     |
| 패   | 23–5 | Askar Askarov  | 판정 (전원일치)                        | UFC Fight Night | 2020년 7월 18일 | 아부다비, UAE          |

## 주요 타이틀 및 수상
- UFC 플라이급 챔피언 (2023년 ~ )
- Performance of the Night 수상 3회
- Fight of the Night 수상 2회
- TUF 24 토너먼트 세미파이널리스트

## 관련 문서
- UFC
- 플라이급 (MMA)
- 브랜든 모레노
- 카이 카라 프랑스
- 브라질리언 주짓수